# All Bright Electric
Albums de Feeder
Generation Freakshow
(2012) Tallulah
(2019)
Singles
1. Universe of Life
Sortie : 15 juillet 2016
2. Eskimo
Sortie : 25 août 2016
3. Another Day on Earth
Sortie : 10 février 2017

All Bright Electric est le 9e album studio du groupe de rock Feeder, sorti le 7 octobre 2016. Trois singles ont été tirés de l'album, Universe of Life, Eskimo et Another Day on Earth.

## Liste des pistes
1. Universe of Life - 3:42
2. Eskimo - 3:48
3. Geezer - 3:53
4. Paperweight - 3:18
5. Infrared Ultraviolet - 5:15
6. Oh Mary - 3:10
7. The Impossible - 3:57
8. Divide the Minority - 3:28
9. Angels and Lullabys - 3:08
10. Hundred Liars - 4:21
11. Another Day on Earth - 3:54